# American Factory
American Factory é um documentário estadunidense de 2019 dirigido por Steven Bognar e Julia Reichert e produzido por Jeff Reichert e Julie Parker Benello. Apresentado no Festival de Cinema de Sundance em 25 de janeiro de 2019, a história segue a recepção da alta tecnologia chinesa na classe média dos Estados Unidos. Como reconhecimento, venceu o Oscar de melhor documentário na edição de 2020. É, também, o primeiro filme da produtora do casal Barack Obama e Michelle Obama, Higher Ground Productions.